# Ulrich Trüllerey
Ulrich Trüllerey (* um 1430; † 1501) war ein Schaffhauser Patrizier. Er war 1476 Befehlshaber der Schaffhauser in der Schlacht bei Grandson und von 1470 bis 1499 Bürgermeister seiner Heimatstadt.

## Leben und Familie
Trüllerey entstammte einem ritteradligem Geschlecht. Seine Eltern waren Ulrich (auch Ulmann) Trüllerey und Barbara Wiechser. Er wurde 1455 Seckelmeister und war Mitglied der «Herrenstube». Im Jahr 1470 wurde Trüllerey zum Bürgermeister seiner Heimatstadt gewählt. Da er «Miet und Gaben» bezogen hatte, wurde er während seiner ersten Amtszeit für kurze Zeit abgesetzt, bald jedoch wieder an die Stadtspitze gewählt. Sein jüngerer Bruder Hans (1457–1515) wurde 1499 sein Nachfolger. Mit diesem wurde er 1494 Mitbesitzer des Turms Rore in Aarau.

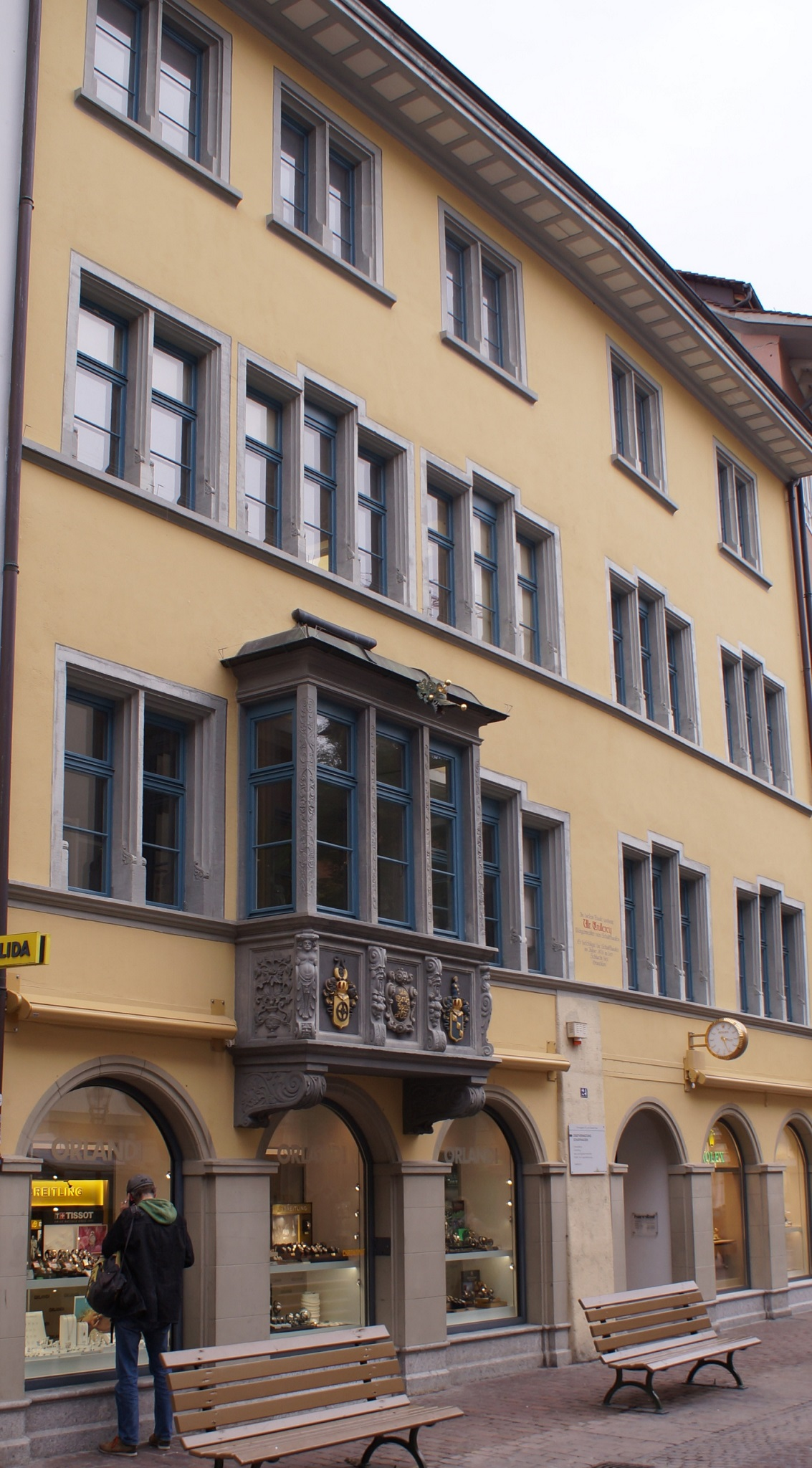
«Grosses Haus» (2020)

Im Jahr 1476 befehligte Trüllerey 106 Schaffhauser in der Schlacht bei Grandson. Die Eidgenossen konnten die burgundischen Truppen Herzog Karls des Kühnen ohne grosses Blutvergiessen in die Flucht schlagen. An seinem Wohnplatz am Fronwagplatz, spätestens 1685 das «Grosse Haus», wird noch im 21. Jahrhundert daran erinnert. Die Stadt verlängerte 1479 den Vertrag mit der Eidgenossenschaft um 25 Jahre. Drei Jahre später diente Trüllerey dem Kanton dreimal als Gesandter zur eidgenössischen Tagsatzung. Im Jahr 1490 wird er als Oberpfleger des Spitals genannt.
Trüllerey amtierte mehrmals als «Mitglied der Fünf» und 1474 als deren Obmann. Das sogenannte, ständige Schiedsgericht schlichtete Streitigkeiten zwischen der Stadt und dem Kloster Allerheiligen.
Mit dem Tod seines Sohns Gangwolf Trüllerey erlosch die Familie 1547 im Mannesstamm.

## Fussnoten
1. ↑  Die Inschrift befindet sich schräg links über der Uhr.
2. 1 2  stadtarchiv-schaffhausen.ch: Das ewige Bündnis Schaffhausen mit der Eidgenossenschaft. (abgerufen am 8. November 2020)

| Personendaten    | Personendaten                                       |
| ---------------- | --------------------------------------------------- |
| NAME             | Trüllerey, Ulrich                                   |
| KURZBESCHREIBUNG | Schaffhauser Bürgermeister und Tagsatzungsgesandter |
| GEBURTSDATUM     | um 1430                                             |
| STERBEDATUM      | 1501                                                |